# Spoorlijn La Forge - Vallerysthal
De Spoorlijn La Forge - Vallerysthal was een Franse spoorlijn van La Forge naar Troisfontaines. De lijn was 9,4 km lang en heeft als lijnnummer 107 000.

## Geschiedenis
De spoorlijn werd door de Reichseisenbahnen in Elsaß-Lothringen geopend op 9 juni 1892. Personenvervoer werd opgeheven op 31 mei 1970, daarna was er nog goederenvervoer tot 29 januari 1989. 

## Aansluitingen
In de volgende plaats was er een aansluiting op de volgende spoorlijn:
La Forge
RFN 106 000, spoorlijn tussen Sarrebourg en Abreschviller

## Galerij

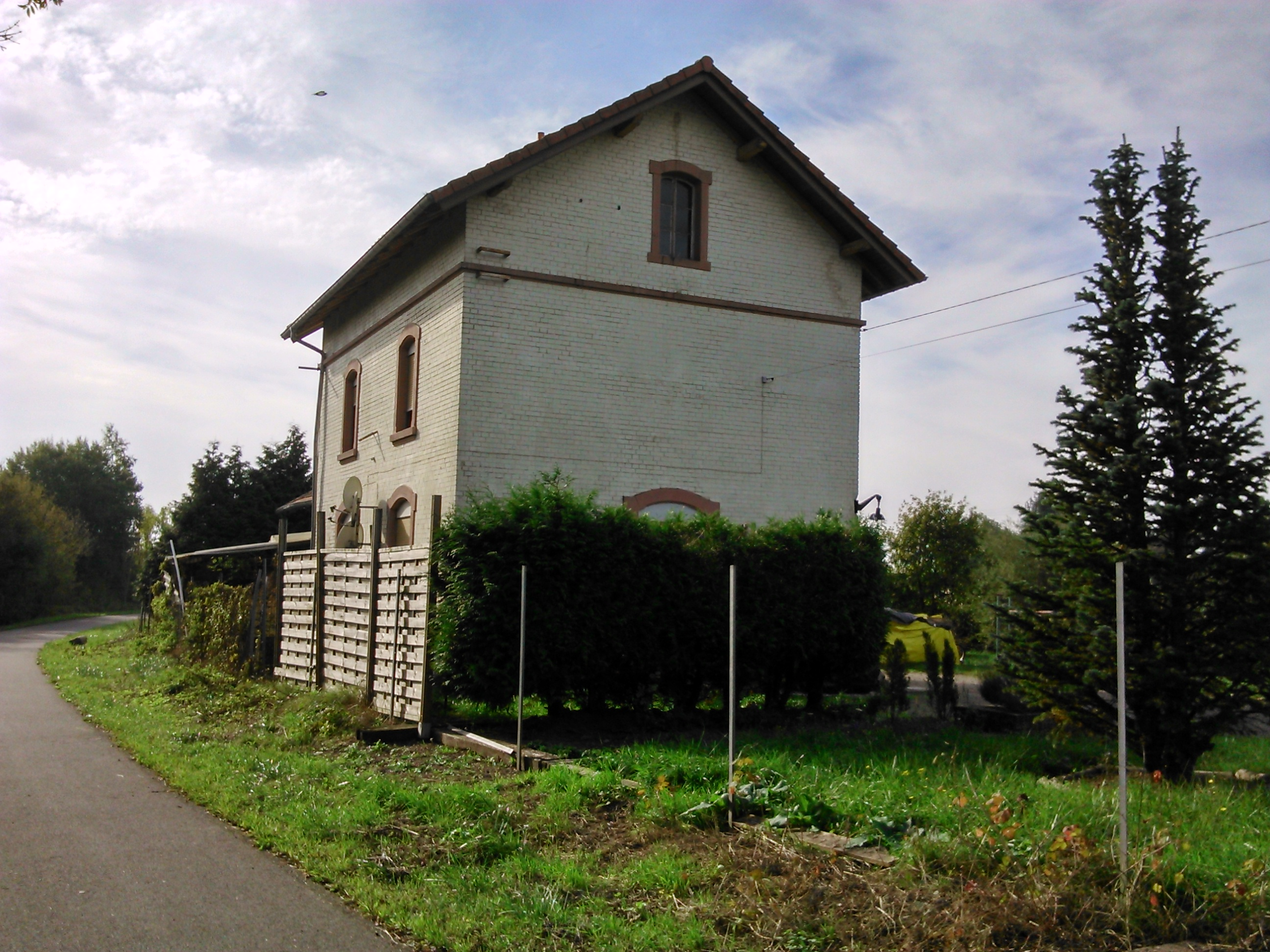
Station Hesse
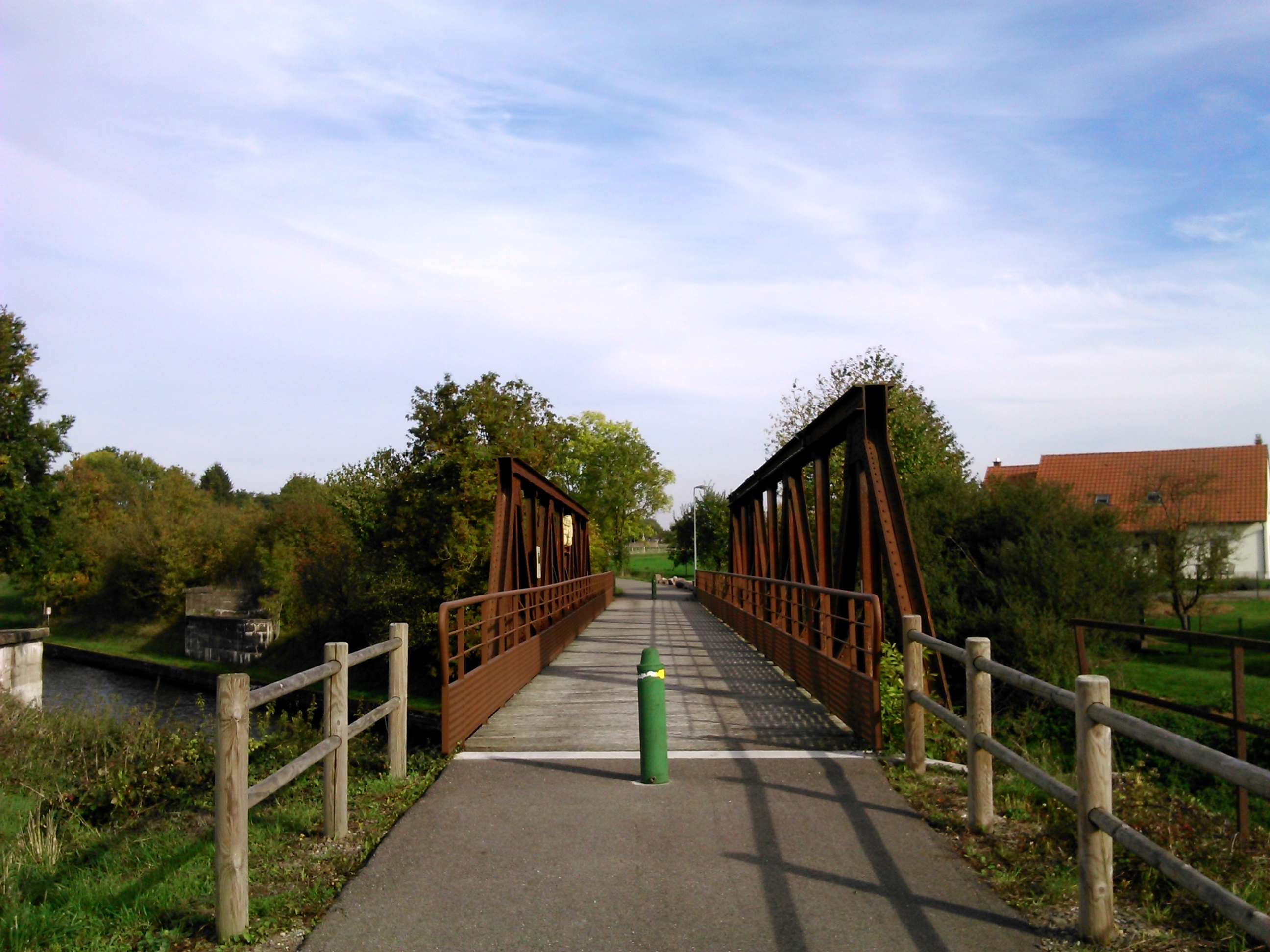
Voormalige spoorbrug over het Marne-Rijnkanaal